# Chreptowce
Chreptowce – wieś w Polsce, położona w województwie podlaskim, w powiecie sokólskim, w gminie Kuźnica.
| SIMC    | Nazwa          | Rodzaj  |
| ------- | -------------- | ------- |
| 0033146 | Chreptowce     | kolonia |
| 0033152 | Gładowszczyzna | kolonia |

W latach 1975–1998 wieś administracyjnie należała do województwa białostockiego.
Przez wieś przebiega droga krajowa nr 19.
Wierni kościoła rzymskokatolickiego należą do parafii Opatrzności Bożej w Kuźnicy Białostockiej.